# Grabowiec (wieś w powiecie braniewskim)
Grabowiec (niem. Schönwalde) – wieś w Polsce, położona w województwie warmińsko-mazurskim, w powiecie braniewskim, w gminie Lelkowo.
W latach 1975–1998 miejscowość należała administracyjnie do województwa elbląskiego.